# KNVB beker 1982-1983
La Coppa d'Olanda 1982-83 fu la 65ª edizione della competizione.

## Turno preliminare
4 e 5 settembre 1982. Partecipano solo club dilettanti.
| Squadra 1        | Risultato   | Squadra 2        |
| ---------------- | ----------- | ---------------- |
| TSV Longa        | 0 - 0 (dts) | Caesar           |
| VV OWIOS         | 0 - 2       | ACV              |
| RCH              | 1 - 3       | IJsselmeervogels |
| VV Rheden        | 0 - 2       | DETO             |
| RKC Waalwijk     | 1 - 4 (dts) | ROHDA Raalte     |
| Rijnsburgse Boys | 4 - 1       | VV TSC           |
| Zwolsche Boys    | 1 - 1 (dts) | DWV              |
| Bennekom         | 2 - 1       | Vv SSS           |
| DHC Delft        | 0 - 2       | VV RCL           |
| DOVO             | 3 - 0       | RBC Roosendaal   |
| VV Drachten      | 1 - 2       | USV Elinkwijk    |
| VV Dubbeldam     | 1 - 3       | NSVV             |
| Emmen            | 2 - 0       | RKVV Zwaagdijk   |
| SV Heerlen       | 2 - 3       | WKE              |

## 1º turno
9 e 10 ottobre 1982.
| Squadra 1        | Risultato   | Squadra 2        |
| ---------------- | ----------- | ---------------- |
| TSV Longa        | 3 - 1 (dts) | Heracles Almelo  |
| MVV              | 0 - 1       | De Graafschap    |
| Amersfoort       | 1 - 3       | Veendam          |
| Cambuur          | 4 - 2       | NSVV             |
| Heerenveen       | 1 - 0       | Bennekom         |
| Telstar          | 1 - 0       | Den Bosch        |
| Vitesse          | 6 - 1       | WKE              |
| Wageningen       | 2 - 1 (dts) | USV Elinkwijk    |
| ACV              | 2 - 6       | Volendam         |
| DETO             | 1 - 0       | DS '79           |
| DOVO             | 2 - 3       | Helmond Sport    |
| DWS              | 1 - 0       | Eindhoven        |
| Emmen            | 3 - 2       | SVV              |
| Excelsior        | 2 - 0       | Rijnsburgse Boys |
| Den Haag         | 3 - 0       | VV RCL           |
| VVV-Venlo        | 4 - 0       | ROHDA Raalte     |
| IJsselmeervogels | 2 - 4       | Fortuna Sittard  |

## 2º turno
13 e 14 novembre 1982.
| Squadra 1     | Risultato   | Squadra 2        |
| ------------- | ----------- | ---------------- |
| Haarlem       | 4 - 1       | Fortuna Sittard  |
| Helmond Sport | 4 - 4 (dts) | Utrecht          |
| TSV Longa     | 1 - 4       | Roda JC          |
| NAC Breda     | 0 - 3       | Ajax             |
| N.E.C.        | 3 - 0       | Cambuur          |
| Telstar       | 2 - 2 (dts) | Go Ahead Eagles  |
| Wageningen    | 2 - 1       | Vitesse          |
| Willem II     | 1 - 2       | Veendam          |
| AZ Alkmaar    | 2 - 3       | Volendam         |
| DETO          | 2 - 3       | De Graafschap    |
| Emmen         | 1 - 7       | PSV              |
| Excelsior     | 3 - 5       | Groningen        |
| Den Haag      | 3 - 3 (dts) | DWS              |
| Twente        | 2 - 0       | PEC Zwolle       |
| VVV-Venlo     | 2 - 2 (dts) | Sparta Rotterdam |
| Feyenoord     | 4 - 1       | Heerenveen       |

## Ottavi
8 e 9 gennaio 1983.
| Squadra 1       | Risultato   | Squadra 2     |
| --------------- | ----------- | ------------- |
| Ajax            | 3 - 2       | Den Haag      |
| Groningen       | 2 - 0       | Feyenoord     |
| VVV-Venlo       | 0 - 3       | PSV           |
| Go Ahead Eagles | 4 - 1       | Volendam      |
| Haarlem         | 6 - 1       | Twente        |
| Helmond Sport   | 2 - 3 (dts) | Roda JC       |
| N.E.C.          | 2 - 0       | De Graafschap |
| Wageningen      | 3 - 1       | Veendam       |

## Quarti di finale
23 febbraio e 9 marzo 1983
| Squadra 1  | Totale | Squadra 2       | Andata | Ritorno         |
| ---------- | ------ | --------------- | ------ | --------------- |
| Ajax       | 5 - 1  | Roda JC         | 2 - 0  | 3 - 1           |
| Haarlem    | 5 - 1  | Go Ahead Eagles | 4 - 0  | 1 - 1           |
| PSV        | 2 - 2  | Groningen       | 2 - 0  | 0 - 2 (?-? dcr) |
| Wageningen | 4 - 3  | N.E.C.          | 3 - 1  | 1 - 2 (?-? dcr) |

## Semifinali
30 maggio e 13 aprile 1983.
| Squadra 1 | Totale | Squadra 2 | Andata | Ritorno         |
| --------- | ------ | --------- | ------ | --------------- |
| Ajax      | 3 - 3  | PSV       | 2 - 0  | 1 - 3 (?-? dcr) |
| Haarlem   | 2 - 2  | N.E.C.    | 2 - 2  | 0 - 0 (?-? dcr) |

## Finale
10 e 17 maggio 1983.
| Squadra 1 | Totale | Squadra 2 | Andata | Ritorno |
| --------- | ------ | --------- | ------ | ------- |
| Ajax      | 6 - 2  | N.E.C.    | 3 - 1  | 3 - 1   |